# Aguapanela (boisson)
Pour les articles homonymes, voir Aguapanela.

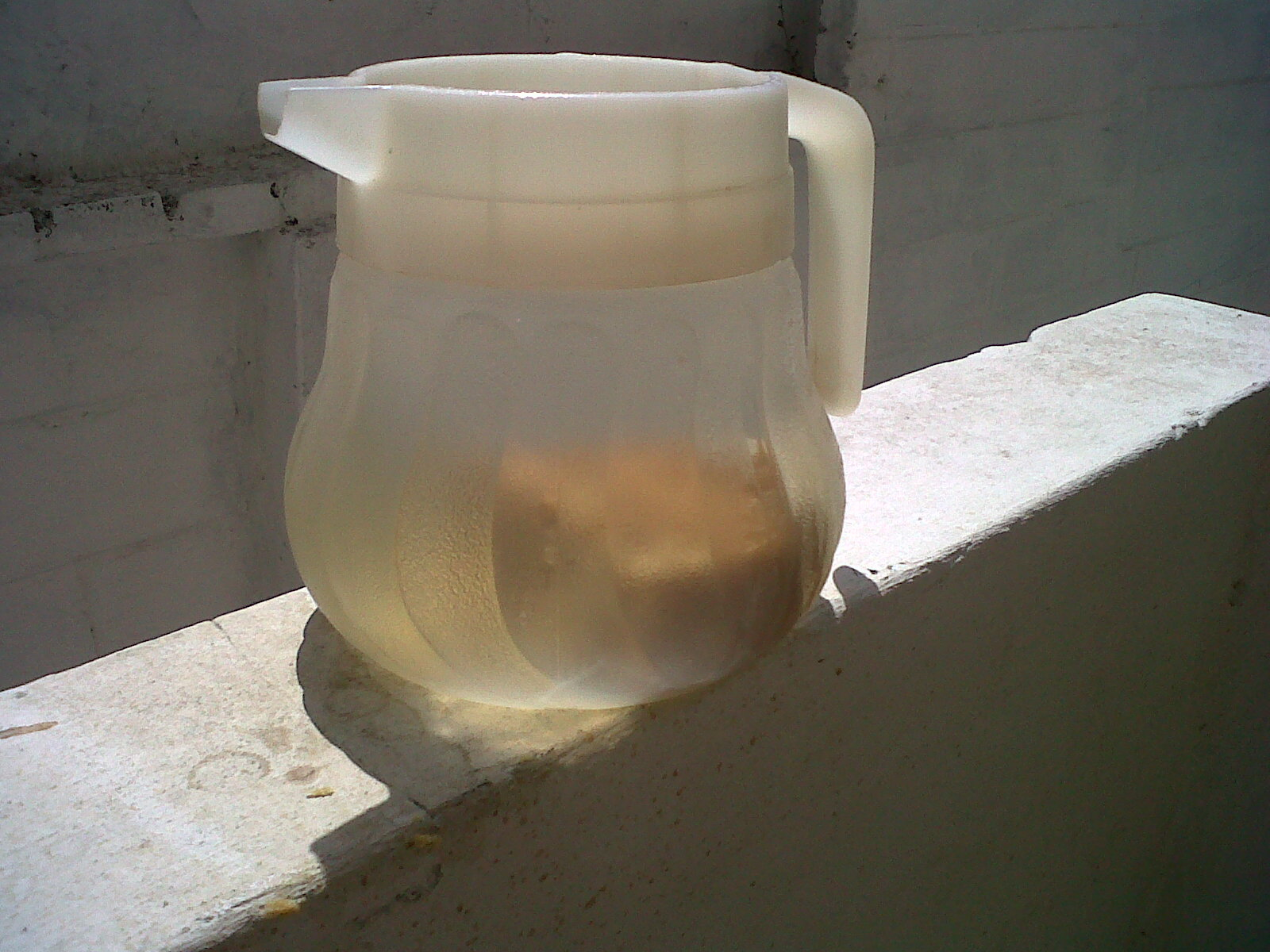
Aguapanela.

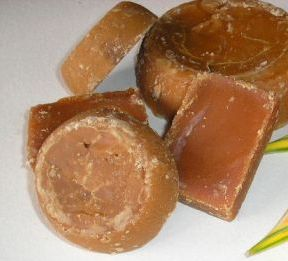
La moitié d'un bloc de panela est mis dans l'eau puis dissous avec l'ébullition.

Aguapanela, agua de panela ou agüepanela, est une boisson que l'on trouve couramment en Amérique du Sud et quelques parties de l'Amérique Centrale et des Caraïbes. Sa traduction littérale signifie « eau de panela ». Elle est obtenue par dilution de la panela, elle-même dérivée du jus de canne à sucre,.
Bien que différentes variations existent en Amérique du Sud, cette boisson est très populaire en Colombie et dans certaines régions du Brésil où elle est consommée comme du thé, offrant une alternative au café. La recette varie légèrement en Équateur, au Chili et au Pérou. En Colombie, la boisson est consommée avec un soupçon de citron, de la même manière que le thé.

## Préparation
L'aguapanela est préparée en mélangeant des morceaux de panela dans l'eau jusqu'à ce que les morceaux soient entièrement dissous. Elle est souvent glacée, mais parfois aussi chaude et du citron y est souvent ajouté. Lorsqu'elle est servie chaude, du lait ou un morceau de fromage est ajouté à la place du jus de fruit, dans certaines occasions elle peut se boire avec de la cannelle.
En Colombie, le café est souvent préparé avec de l'aguapanela au lieu de l'eau et du sucre, ce qui lui donne un goût particulier. 

## Usage
L'aguapanela est réputée pour contenir plus de vitamine C que le jus d'orange ou que certaines boissons désaltérantes comme le Gatorade. Dans la croyance populaire, elle est aussi utilisée dans le traitement du rhume.
Boisson populaire et bon marché, l'aguapanela prend souvent place dans les formules des restaurants populaires (almuerzo, corriente, ejecutivo). Mais elle est maintenant également commercialisée dans les boutiques haut de gamme de Colombie.
Le canelazo est une version alcoolisée de l'aguapanela avec de la cannelle et de l'aguardiente. 

## Questions socio-économiques
Comme la panela est relativement bon marché et produite localement, de nombreux agriculteurs de Colombie tirent la majorité de leur apport calorique de cette boisson. Dans de nombreux cas, la panela et de petites quantités de riz ou de banane plantain sont les seuls aliments disponibles en raison de la rareté et du prix élevé des autres produits riches en protéines, comme la viande et le lait. Ce phénomène provoque chez les enfants un taux élevé de kwashiorkor de type malnutrition. Le gouvernement colombien tente de pallier cette situation en fournissant de la farine dérivée de soja aux plus pauvres comme source de protéines,.